# Душан Лајовић
Душан Лајовић (Београд, 30. јун 1990) је српски тенисер.
Тренутно се налази на 108. месту на АТП листи.
Највећи успех у каријери остварио је пласманом у финале Мастерса у Монте Карлу 2019. где је изгубио од Фабија Фоњинија.
Први АТП трофеј је освојио 2019. године на турниру у Умагу, победом у финалу против Атиле Балажа из Мађарске. Поред тога, власник је 2 АТП трофеја у дубл конкуренцији.
Лајовић је са колегама из репрезентације Србије освојио АТП куп 2020, победом у финалу против Шпаније резултатом 2:1.

## Тениска каријера
У почетној фази каријере, Лајовић је играо углавном турнире на Фјучерс и Челенџер нивоу. На АТП нивоу је дебитовао 2010. у Београду, где је добио специјалну позивницу, када је поражен у првом колу од Иве Карловића.
Прву АТП победу је остварио 2011. на Светском екипном првенству у тенису у Диселдорфу, где је победио Руса Игорa Андрејевa. Исте године је дошао и до првог четвртфинала у каријери у Санкт Петербургу.
Године 2012. је победом дебитовао за Србију у Дејвис купу. Услед повреде Јанка Типсаревића одиграо је 2 меча у финалу Дејвис купа у Београду 2013. против Чешке, укључујући и одлучујући 5. меч где је у 3 сета поражен од Радека Штјепанека.

### 2014: Година пробоја и 4. коло Ролан Гароса
У 2014. години Лајовић се усталио на АТП нивоу и дебитовао на сва 4 Гренд слема и Мастерс турнирима. На Аустралијан Опену је након успешних квалификација и победе у првом колу над Луком Пујем, у другом колу поражен од Кеја Нишикорија.
У Индијан Велсу је још једном прошао квалификације и дебитовао на Мастерсу, а прву победу је остварио у Мајамију против Јен-Хсун Луа као срећни губитник.
Најбољи резултат у сезони је остварио пласманом у четврто коло Ролан Гароса. Редом је у 3 сета побеђивао Делбониса, Зопа и Сока, да би од њега у четвртом колу бољи био евентуални првак Рафаел Надал.
На Вимблдону је остварио прву победу на трави у каријери, када је био бољи од Гарсије-Лопеза, да би у следећој рунди био поражен од Кубота.
До краја године од запаженијих резултата је имао четвртфинала Бостада и Хамбурга у синглу и финале са Франком Шкугором у дублу на турниру у Умагу.
Сезону је завршио на 69. месту на АТП листи, и тако био 2. најбоље рангирани српски играч после Новака Ђоковића.

### 2015: Tитула у дублу
Сезону је почео поразом од Ђоковића у Дохи. На прву победу је чекао до фебруара када се пласирао у четвртфинале турнира у Киту, где је бољи од њега био Фелисијано Лопез. До другог везаног четвртфинала у сезони долази у Сао Паулу, где је поражен од Луке Ванија. До краја сезоне се од запаженијих резултата у синглу издвајају четвртфинала Нице и Кицбила и титула на челенџеру у Бања Луци. У дублу је освојио прву АТП титулу у пару са Раду Алботом из Молдавије. На Гренд слему му је најбољи резултат било 2. коло Ролан Гароса, где је поражен од евентуалног шампиона Стена Вавринке.
Други пут у низу је завршио сезону у топ 100, овај пут на 76. месту на листи.

### 2016: 3 полуфинала
Лајовић је на први Гренд Слем у сезони дошао са 2 лоша припремна турнира у Бризбејну и Сиднеју. У првом колу Аустралијан Опена меч му је на уласку у 5. сет предао Сем Квери, након што се Душан вратио после 0-2 у сетовима. У 2. колу га је после 5 сетова избацио Шпанац Роберто Баутиста Агут. Након Аустралије, Лајовић прелази на јужноамеричку шљаку где у Буенос Ајресу бележи највећу победу у каријери. У 2. колу је након спашене меч лопте, победио тада 12. играча света Џона Изнера. У четвртфиналу је од њега бољи био евентуални шампион Доминик Тим, чиме је Лајовић додатно погоршао скор у четвртфиналима на 0-8. Није дуго чекао на прилику за поправни, јер је већ крајем истог месеца у Сао Паулу коначно успео да се пласира у полуфинале АТП турнира. Редом је побеђивао Ванија, Пера и Елијаша, да би га у полуфиналу савладао Уругвајац Пабло Куевас. До Ролан Гароса, Лајовић није имао запажених резултата чак се због лоше форме на кратко вратио на Челенџер. У Француској је у првом колу лако савладао Дениса Кудлу, али је у 2. колу морао да преда меч сународнику Виктору Троицком након повреде при резултату 1-2 у сетовима. Била је то већ 2. Дуцијева предаја у сезони.
На травнатом делу сезоне Душан није успео да оствари ниједну победу, укључујући и пораз у 5 сетова од Дастина Брауна на Вимблдону. Са саиграчима из репрезентације поражен је у четвртфиналу Дејвис купа на Ташмајдану од Велике Британије, коју је предводио Кајл Едмунд од кога је Лајовић поражен у одлучујућем мечу.
До краја сезоне Лајовић је успео да се пласира у још 2 полуфинала. У прво је прошао у Кицбилу, где га је савладао Николоз Басилашвили. До другог је дошао у Лос Кабосу на бетонској подлози у 1. издању овог турнира икада. На путу до полуфинала побеђивао је Монтеира, Томића и Алмагра. У полуфиналу је предао меч евентуалном шампиону Карловићу.
Лајовић је годину завршио на 93. месту на листи, са скором 19-23.

## Финала АТП мастерс 1000 серије

### Појединачно: 1 (0:1)
| Исход     | Бр. | Година | Турнир      | Подлога | Противник    | Резултат |
| --------- | --- | ------ | ----------- | ------- | ------------ | -------- |
| Финалиста | 1.  | 2019.  | Монте Карло | Шљака   | Фабио Фоњини | 3:6, 4:6 |

## АТП финала

### Појединачно: 3 (2:1)
| Легенда                        |
| ------------------------------ |
| Гренд слем турнири (0:0)       |
| Завршно првенство сезоне (0:0) |
| АТП мастерс 1000 (0:1)         |
| АТП 500 (0:0)                  |
| АТП 250 (2:0)                  |

| Финала по подлози |
| ----------------- |
| Тврда (0:0)       |
| Шљака (2:1)       |
| Трава (0:0)       |

| Финала по локацији |
| ------------------ |
| Отворено (2:1)     |
| Дворана (0:0)      |

| Исход     | Бр. | Датум           | Турнир                           | Подлога | Противник     | Резултат      |
| --------- | --- | --------------- | -------------------------------- | ------- | ------------- | ------------- |
| Финалиста | 1.  | 21. април 2019. | Монте Карло, Монако              | Шљака   | Фабио Фоњини  | 3:6, 4:6      |
| Победник  | 1.  | 21. јул 2019.   | Умаг, Хрватска                   | Шљака   | Атила Балаж   | 7:5, 7:5      |
| Победник  | 2.  | 23. април 2023. | Бања Лука, Република Српска, БиХ | Шљака   | Андреј Рубљов | 6:3, 4:6, 6:4 |

### Парови: 3 (2:1)
| Легенда                        |
| ------------------------------ |
| Гренд слем турнири (0:0)       |
| Завршно првенство сезоне (0:0) |
| АТП мастерс 1000 (0:0)         |
| АТП 500 (0:0)                  |
| АТП 250 (2:1)                  |

| Финала по подлози |
| ----------------- |
| Тврда (1:0)       |
| Шљака (1:1)       |
| Трава (0:0)       |

| Финала по локацији |
| ------------------ |
| Отворено (2:1)     |
| Дворана (0:0)      |

| Исход     | Бр. | Датум               | Турнир           | Подлога | Партнер       | Противници                    | Резултат               |
| --------- | --- | ------------------- | ---------------- | ------- | ------------- | ----------------------------- | ---------------------- |
| Финалиста | 1.  | 27. јул 2014.       | Умаг, Хрватска   | Шљака   | Франко Шкугор | Франтишек Чермак Лукаш Росол  | 4:6, 6:7(5:7)          |
| Победник  | 1.  | 3. мај 2015.        | Истанбул, Турска | Шљака   | Раду Албот    | Роберт Линдстед Јирген Мелцер | 6:4, 7:6(7:2)          |
| Победник  | 2.  | 29. септембар 2019. | Ченгду, Кина     | Тврда   | Никола Ћаћић  | Јонатан Ерлих Фабрис Мартен   | 7:6(11:9), 3:6, [10:3] |

## Остала финала

### Тимска такмичења: 2 (1:1)
| Исход     | Бр. | Датум                 | Турнир                      | Подлога   | Партнери                                                   | Противници                                                                                  | Резултат | Извор  |
| --------- | --- | --------------------- | --------------------------- | --------- | ---------------------------------------------------------- | ------------------------------------------------------------------------------------------- | -------- | ------ |
| Финалиста | 1.  | 15–17. новембар 2013. | Дејвис куп, Београд, Србија | Тврда (д) | Новак Ђоковић Илија Бозољац Ненад Зимоњић                  | Томаш Бердих Радек Штјепанек Лукаш Росол Јан Хајек                                          | 2:3      | [ 11 ] |
| Победник  | 1.  | 12. јануар 2020.      | АТП куп, Сиднеј, Аустралија | Тврда     | Новак Ђоковић Никола Ћаћић Виктор Троицки Никола Милојевић | Рафаел Надал Роберто Баутиста Агут Пабло Карењо Буста Фелисијано Лопез Алберт Рамос-Вињолас | 2:1      | [ 10 ] |

## Финала АТП челенџера и ИТФ фјучерса

### Појединачно: 17 (12:5)
| Легенда         |
| --------------- |
| Челенџери (7:2) |
| Фјучерси (5:3)  |

| Финала по подлози |
| ----------------- |
| Тврда (3:0)       |
| Шљака (9:5)       |
| Трава (0:0)       |
| Тепих (0:0)       |

| Финала по локацији |
| ------------------ |
| Отворено (11:5)    |
| Дворана (1:0)      |

| Исход     | Бр. | Датум               | Турнир                | Подлога   | Противник             | Резултат                |
| --------- | --- | ------------------- | --------------------- | --------- | --------------------- | ----------------------- |
| Победник  | 1.  | 16. август 2009.    | Сомбор, Србија, F5    | Шљака     | Александар Словић     | 6:3, 6:4                |
| Финалиста | 1.  | 20. јун 2010.       | Београд, Србија, F1   | Шљака     | Александар Недовјесов | 4:6, 2:6                |
| Победник  | 2.  | 8. август 2010.     | Нови Сад, Србија, F4  | Шљака     | Алдин Шеткић          | 6:0, 4:6, 6:3           |
| Финалиста | 2.  | 22. август 2010.    | Есте, Италија, F22    | Шљака     | Матео Виола           | 5:7, 1:6                |
| Финалиста | 3.  | 31. октобар 2010.   | Каиро, Египат, F5     | Шљака     | Миљан Зекић           | 1:6, 6:3, 4:6           |
| Отказано  |     | 23. јануар 2011.    | Анталија, Турска, F2  | Тврда     | Артем Смирнов         | отказано                |
| Победник  | 3.  | 19. март 2011.      | Чивидино, Италија, F2 | Тврда (д) | Андреа Стопини        | 3:6, 6:4, 6:3           |
| Победник  | 4.  | 25. март 2011.      | Фођа, Италија, F3     | Шљака     | Валтер Трусенди       | 6:2, 6:7(7:9), 6:2      |
| Победник  | 5.  | 2. октобар 2011.    | Умаг, Хрватска, F10   | Шљака     | Андреј Кузњецов       | 6:4, 0:6, 7:5           |
| Финалиста | 4.  | 29. јул 2012.       | Орбетело, Италија     | Шљака     | Роберто Баутиста Агут | 3:6, 1:6                |
| Победник  | 6.  | 11. август 2012.    | Самарканд, Узбекистан | Шљака     | Фарух Дустов          | 6:3, 6:2                |
| Победник  | 7.  | 9. јун 2013.        | Калтанисета, Италија  | Шљака     | Робин Хасе            | 7:6(7:4), 6:3           |
| Финалиста | 5.  | 16. јун 2013.       | Блоа, Француска       | Шљака     | Јулијан Рајстер       | 1:6, 7:6(7:3), 6:7(2:7) |
| Победник  | 8.  | 3. новембар 2013.   | Сеул, Јужна Кореја    | Тврда     | Јулијан Рајстер       | предаја                 |
| Победник  | 9.  | 21. септембар 2015. | Бања Лука, БиХ        | Шљака     | Виктор Ханеску        | 7:6(7:5), 7:6(7:5)      |
| Победник  | 10. | 15. јул 2017.       | Бостад, Шведска       | Шљака     | Леонардо Мајер        | 6:2, 7:6(7:4)           |
| Победник  | 11. | 1. април 2018.      | Ле Гозје, Гваделуп    | Тврда     | Денис Кудла           | 6:4, 6:0                |
| Победник  | 12. | 4. децембар 2022.   | Маспаломас, Шпанија   | Шљака     | Стивен Дијез          | 6:1, 6:4                |

### Парови: 6 (4:2)
| Легенда         |
| --------------- |
| Челенџери (0:1) |
| Фјучерси (4:1)  |

| Финала по подлози |
| ----------------- |
| Тврда (0:0)       |
| Шљака (4:2)       |
| Трава (0:0)       |
| Тепих (0:0)       |

| Финала по локацији |
| ------------------ |
| Отворено (4:2)     |
| Дворана (0:0)      |

| Исход     | Бр. | Датум               | Турнир               | Подлога | Партнер       | Противници                             | Резултат              |
| --------- | --- | ------------------- | -------------------- | ------- | ------------- | -------------------------------------- | --------------------- |
| Победник  | 1.  | 29. јун 2008.       | Београд, Србија, F2  | Шљака   | Никола Ћаћић  | Давид Савић Миљан Зекић                | 7:6(8:6), 3:6, [10:8] |
| Финалиста | 1.  | 25. октобар 2009.   | Каиро, Египат, F15   | Шљака   | Никола Ћирић  | Оскар Буријеза-Лопез Хавијер Марти     | 4:6, 6:1, [9:11]      |
| Победник  | 2.  | 16. мај 2010.       | Сарајево, БиХ, F4    | Шљака   | Миљан Зекић   | Мирза Башић Златан Кадрић              | 6:3, 6:4              |
| Победник  | 3.  | 15. август 2010.    | Нови Сад, Србија, F5 | Шљака   | Илија Вучић   | Хавијер Ерера-Егуилуз Брендан Мур      | 7:5, 5:7, [10:8]      |
| Победник  | 4.  | 24. октобар 2010.   | Каиро, Египат, F4    | Шљака   | Миљан Зекић   | Александар Лобков Александар Румјанцев | 7:6(7:5), 7:6(10:8)   |
| Финалиста | 2.  | 26. септембар 2015. | Сибињ, Румунија      | Шљака   | Илија Бозољац | Виктор Кривој Петру-Александру Лункану | 4:6, 3:6              |

## Учинак на турнирима у појединачној конкуренцији
| Легенда | Легенда                                    | Легенда | Легенда                          |
| ------- | ------------------------------------------ | ------- | -------------------------------- |
| О/И     | однос освајања турнира и играња на турниру | Поб–пор | однос побједа и пораза           |
| НО      | турнир није одржан те године               | Н       | није учествовао на турниру       |
| КВ      | изгубио у квалификацијама                  | 1К      | изгубио у првом колу             |
| 2К      | изгубио у другом колу                      | 3К      | изгубио у трећем колу            |
| 4К      | изгубио у четвртом колу                    | ГФ      | изгубио у групној фази такмичења |
| ЧФ      | изгубио у четвртфиналу                     | ПФ      | изгубио у полуфиналу             |
| Ф       | изгубио у финалу                           | П       | освојио турнир                   |

Године 2014. на Отвореном првенству Француске, другом Гренд слему у сезони Душан Лајовић је стигао до своје прве осмине финала у каријери. Изгубио је од Рафаела Надала, тада светског броја један.
| Гренд слем турнири      |     |     |     |     |     |     |     |     |     |     |     |     |     |     |             |             |             |
| ОП Аустралије           | Н   | Н   | КВ1 | КВ2 | 2К  | 1К  | 2К  | 2К  | 1К  | 1К  | 3К  | 4К  | 2К  | 1К  | 0 / 10      | 9:10        | 47%         |
| Ролан Гарос             | Н   | Н   | КВ1 | КВ3 | 4К  | 2К  | 2К  | 1К  | 2К  | 3К  | 2К  | 1К  | 1К  | 1К  | 0 / 10      | 9:10        | 47%         |
| Вимблдон                | Н   | Н   | КВ1 | КВ1 | 2К  | 1К  | 1К  | 2К  | 1К  | 1К  | НО  | 2К  | 2К  | 1К  | 0 / 9       | 4:9         | 31%         |
| ОП САД                  | Н   | Н   | Н   | КВ1 | 1К  | КВ1 | 1К  | 1К  | 3К  | 2К  | 1К  | 2К  | 1К  |     | 0 / 8       | 4:8         | 33%         |
| Поб:пор на г. с.        | 0:0 | 0:0 | 0:0 | 0:0 | 5:4 | 1:3 | 2:4 | 2:4 | 3:4 | 3:4 | 3:3 | 5:4 | 2:4 | 0:3 | 0 / 37      | 26:37       | 41%         |
| Репрезентација          |     |     |     |     |     |     |     |     |     |     |     |     |     |     |             |             |             |
| Олимпијске игре         | НО  | НО  | Н   | НО  | НО  | НО  | Н   | НО  | НО  | НО  | НО  | Н   | НО  | НО  | 0 / 0       | 0:0         | 0%          |
| Екипно првенство        | ГФ  | ГФ  | Н   | НО  | НО  | НО  | НО  | НО  | НО  | НО  | НО  | НО  | НО  | НО  | 0 / 2       | 1:1         | 50%         |
| АТП куп                 | НО  | НО  | НО  | НО  | НО  | НО  | НО  | НО  | НО  | НО  | П   | ГФ  | ГФ  | НО  | 1 / 3       | 4:7         | 36%         |
| Дејвис куп              | Н   | Н   | ЧФ  | Ф   | 1К  | ЧФ  | ЧФ  | ПФ  | 1К  | ЧФ  | НО  | ПФ  | ГФ  |     | 0 / 10      | 12:9        | 57%         |
| Поб:пор                 | 0:1 | 1:0 | 1:0 | 0:2 | 2:2 | 1:0 | 1:1 | 3:1 | 1:1 | 1:1 | 4:2 | 1:3 | 1:3 | 0:0 | 1 / 15      | 17:17       | 50%         |
| АТП Мастерс 1000 серија |     |     |     |     |     |     |     |     |     |     |     |     |     |     |             |             |             |
| Индијан Велс            | Н   | Н   | Н   | Н   | 1К  | 1К  | 1К  | 4К  | 2К  | 2К  | НО  | 2К  | 1К  | КВ1 | 0 / 8       | 5:8         | 38%         |
| Мајами                  | Н   | Н   | Н   | Н   | 3К  | 1К  | 2К  | 1К  | 2К  | 3К  | НО  | 3К  | 1К  | 3К  | 0 / 9       | 8:9         | 47%         |
| Монте Карло             | Н   | Н   | Н   | Н   | КВ1 | Н   | Н   | КВ1 | 1К  | Ф   | НО  | 1К  | 2К  | 1К  | 0 / 5       | 6:5         | 55%         |
| Мадрид                  | Н   | Н   | Н   | Н   | Н   | Н   | КВ2 | Н   | ЧФ  | 1К  | НО  | 1К  | 3К  | 3К  | 0 / 5       | 7:5         | 58%         |
| Рим                     | Н   | Н   | Н   | Н   | КВ2 | 1К  | КВ1 | Н   | КВ2 | КВ2 | 3К  | 1К  | 1К  | 1К  | 0 / 5       | 2:5         | 29%         |
| Канада                  | Н   | Н   | Н   | Н   | Н   | Н   | Н   | Н   | Н   | 1К  | НО  | 3К  | Н   | Н   | 0 / 2       | 2:2         | 50%         |
| Синсинати               | Н   | Н   | Н   | Н   | Н   | Н   | Н   | КВ1 | 1К  | 1К  | 1К  | 1К  | КВ2 |     | 0 / 4       | 0:4         | 0%          |
| Шангај                  | Н   | Н   | Н   | Н   | Н   | Н   | КВ2 | 1К  | КВ1 | 1К  | НО  | НО  | НО  |     | 0 / 2       | 0:2         | 0%          |
| Париз                   | Н   | Н   | Н   | Н   | КВ1 | 2К  | 1К  | КВ1 | КВ1 | 1К  | 1К  | 2К  | Н   |     | 0 / 5       | 2:5         | 29%         |
| Поб:пор на м. т.        | 0:0 | 0:0 | 0:0 | 0:0 | 1:2 | 1:4 | 1:3 | 3:3 | 5:5 | 8:8 | 2:3 | 4:8 | 3:5 | 4:4 | 0 / 45      | 32:45       | 42%         |
| Пласман на крају године | 434 | 190 | 163 | 116 | 69  | 76  | 93  | 75  | 48  | 34  | 26  | 33  | 80  |     | 8.488.999 $ | 8.488.999 $ | 8.488.999 $ |

## Победе над топ 10 тенисерима
Лајовић има однос победа и пораза 9:25 (26,5%) против тенисера који су у време одигравања меча били рангирани међу првих 10 на АТП листи.
| Сезона | 2010. | 2011. | 2012. | 2013. | 2014. | 2015. | 2016. | 2017. | 2018. | 2019. | 2020. | 2021. | 2022. | 2023. | Укупно |
| ------ | ----- | ----- | ----- | ----- | ----- | ----- | ----- | ----- | ----- | ----- | ----- | ----- | ----- | ----- | ------ |
| Победе | 0     | 0     | 0     | 0     | 0     | 0     | 0     | 0     | 2     | 2     | 0     | 1     | 1     | 3     | 9      |

| #     | Играч                 | Позиција | Турнир              | Подлога   | Коло | Резултат            | Позиција Лајовића |
| ----- | --------------------- | -------- | ------------------- | --------- | ---- | ------------------- | ----------------- |
| 2018. |                       |          |                     |           |      |                     |                   |
| 1.    | Хуан Мартин дел Потро | Бр. 6    | Мадрид, Шпанија     | Шљака     | 3К   | 3:6, 6:4, 7:6(8:6)  | Бр. 95            |
| 2.    | Григор Димитров       | Бр. 8    | Пекинг, Кина        | Тврда     | 2К   | 6:4, 2:6, 6:4       | Бр. 55            |
| 2019. |                       |          |                     |           |      |                     |                   |
| 3.    | Кеј Нишикори          | Бр. 6    | Мајами, САД         | Тврда     | 2К   | 2:6, 6:2, 6:3       | Бр. 44            |
| 4.    | Доминик Тим           | Бр. 5    | Монте Карло, Монако | Шљака     | 3К   | 6:3, 6:3            | Бр. 48            |
| 2021. |                       |          |                     |           |      |                     |                   |
| 5.    | Данил Медведев        | Бр. 3    | Ротердам, Холандија | Тврда (д) | 1К   | 7:6(7:4), 6:4       | Бр. 27            |
| 2022. |                       |          |                     |           |      |                     |                   |
| 6.    | Каспер Руд            | Бр. 7    | Мадрид, Шпанија     | Шљака     | 2К   | 7:6(9:7), 2:6, 6:4, | Бр. 77            |
| 2023. |                       |          |                     |           |      |                     |                   |
| 7.    | Новак Ђоковић         | Бр. 1    | Бања Лука, РС, БиХ  | Шљака     | ЧФ   | 6:4, 7:6(8:6)       | Бр. 70            |
| 8.    | Андреј Рубљов         | Бр. 6    | Бања Лука, РС, БиХ  | Шљака     | Ф    | 6:3, 4:6, 6:4       | Бр. 70            |
| 9.    | Феликс Оже-Алијасим   | Бр. 9    | Мадрид, Шпанија     | Шљака     | 2К   | 6:2, 3:6, 7:6(7:5)  | Бр. 40            |